# Varennes-sur-Tèche
 Varennes-sur-Tèche  là một xã ở tỉnh Allier thuộc miền trung nước Pháp.